# Racial Integrity Act de 1924
Lire en ligne

Texte complet

Le 20 mars 1924, l'Assemblée générale de Virginie promulgua deux lois s'inscrivant dans le contexte des problématiques alors naissantes d'eugénisme et de « race. »
La Loi sur l'intégrité raciale de 1924 faisait dès lors partie des lois visant à interdire les relations entre personnes de races différentes.

## Contenu de la loi
Cette loi imposait l'enregistrement, à la naissance, d'une description raciale de chaque individu ; elle divisait également la société en deux catégories : les « blancs » et les « gens de couleurs » (colored). Cette seconde catégorie regroupait de fait tous les individus  de type non européen (y compris les nombreux Indiens d'Amérique (native Americans).
La loi sur l'intégrité raciale de 1924  définissait la race selon le critère de la Règle de la goutte unique, classant parmi les nègres les personnes dès lors qu'elles avaient un ancêtre afro-américain ou indien. Il permettait ainsi d'étendre l'interdiction des mariages inter-raciaux en criminalisant tout mariage entre un blanc et un non-blanc.
La Cour suprême américaine abrogea cette loi en 1967 dans sa décision Loving v. Virginia, procédure initiée par Mildred et Richard Loving.